# Troon (Szkocja)
Troon (gael. An Truthail) – miasto w południowo-zachodniej Szkocji, w hrabstwie South Ayrshire, położone nad zatoką Firth of Clyde. W 2011 roku liczyło 14 752 mieszkańców.
Na początku XIX wieku, z inicjatywy Williama Bentnicka, 4. księcia Portland, który wszedł w posiadanie kopalni węgla w okolicy pobliskiego Kilmarnock, w mieście rozbudowany został port, a oba miasta połączyła linia kolejowa, otwarta w 1812 roku. Pod koniec stulecia Troon był jednym z największych portów węglowych w Wielkiej Brytanii.
W 1860 roku w Troon otwarta została stocznia, a w 1871 roku baza łodzi ratowniczych. Szczytowy okres działalności stoczni przypadł na połowę XX wieku (m.in. produkcja promów samochodowych, złomowanie statków). W 2000 roku zakład zamknięto. Działalność portu w Troon skupia się współcześnie na przeładunku drewna i obsłudze jednostek rybackich. Znajduje się tu także przystań jachtowa.
W pobliżu miasta znajduje się plaże oraz pola golfowe, w tym Royal Troon Golf Club, gdzie kilkakrotnie odbywał się turniej The Open Championship.
W latach 2003–2016 między Troon a Larne w Irlandii Północnej sezonowo kursował prom linii P&O Ferries.